# 刘政奎
刘政奎（1962年10月—），男，汉族，江苏兴化人，中华人民共和国政治人物，曾任九三学社中央常委、辽宁省委主委，辽宁省交通厅副厅长，第十二届全国人民代表大会辽宁地区代表。

## 生平
刘政奎毕业于同济大学道路工程专业。2008年，当选第十一届全国政协委员，代表九三学社，分入第十二组。2008年1月24日至2013年1月26日任辽宁省政协副主席。
2013年，被选为全国人大代表。2013年1月30日至2018年1月31日任辽宁省人大常委会副主任。2018年2月24日，当选为第十三届全国人大代表。